# Gairebé impossible
Gairebé impossible (títol original en anglès, Long Shot) és una pel·lícula de comèdia romàntica estatunidenca del 2019 dirigida per Jonathan Levine i escrita per Dan Sterling i Liz Hannah. La trama segueix un periodista (Seth Rogen) que es retroba amb la seva antiga mainadera (Charlize Theron), ara secretària d'Estat dels Estats Units. També la protagonitzen O'Shea Jackson Jr., Andy Serkis, June Diane Raphael, Bob Odenkirk i Alexander Skarsgård. S'ha doblat al català.
La pel·lícula es va estrenar mundialment al festival de cinema de South by Southwest el 9 de març de 2019 i va arribar als cinemes dels Estats Units el 3 de maig de 2019 amb la distribució de Lionsgate. Va rebre crítiques generalment positives i elogis per la química entre Rogen i Theron, però va tenir un rendiment inferior a la taquilla.
Les escenes es van filmar a la plaza de la Trinidad de Cartagena de Indias a finals de gener de 2018. El gener de 2019, es va anunciar que la pel·lícula tindria el títol original de Long Shot.